# Carsac-Aillac
Carsac-Aillac est une commune française située dans le département de la Dordogne, en région Nouvelle-Aquitaine.

## Géographie

### Généralités
En Périgord noir, dans le quart sud-est du département de la Dordogne, la commune de Carsac-Aillac est située en rive droite de la Dordogne. C'est une commune rurale qui fait partie de l'aire d'attraction de Sarlat-la-Canéda, zonage d’étude défini par l'Insee, qui a remplacé en 2020 l'aire urbaine de Sarlat-la-Canéda dont elle faisait partie.
Le bourg de Carsac, au bord de la route départementale (RD) 704 qui longe la Dordogne, se situe en distances orthodromiques, sept kilomètres au sud-est de Sarlat-la-Canéda et dix-sept kilomètres à l'ouest-sud-ouest de Souillac. Le petit bourg d'Aillac est situé deux kilomètres plus à l'est.
La commune est également desservie par la RD 703.
Les sentiers de grande randonnée GR 64A et 64B traversent le territoire communal sur dix kilomètres.
Empruntant le tracé de l'ancienne ligne ferroviaire de Siorac-en-Périgord à Cazoulès, une voie verte suit les RD 703 et 704 sur près de cinq kilomètres et demi.

### Communes limitrophes
Carsac-Aillac est limitrophe de sept autres communes. À l'est, son territoire est distant d'une cinquantaine de mètres de celui de Sainte-Mondane et au nord-est, à 500 mètres de celui de Prats-de-Carlux.
| Sarlat-la-Canéda | Saint-Vincent-le-Paluel | Calviac-en-Périgord |
| Vitrac           | Carsac-Aillac           |                     |
| Domme            | Groléjac                | Veyrignac           |

### Géologie et relief

#### Géologie
Situé sur la plaque nord du Bassin aquitain et bordé à son extrémité nord-est par une frange du Massif central, le département de la Dordogne présente une grande diversité géologique. Les terrains sont disposés en profondeur en strates régulières, témoins d'une sédimentation sur cette ancienne plate-forme marine. Le département peut ainsi être découpé sur le plan géologique en quatre gradins différenciés selon leur âge géologique. Carsac-Aillac est située dans le troisième gradin à partir du nord-est, un plateau formé de calcaires hétérogènes du Crétacé.
Les couches affleurantes sur le territoire communal sont constituées de formations superficielles du Quaternaire datant du Cénozoïque et de roches sédimentaires du Mésozoïque. La formation la plus ancienne, notée c3b-c, date du Coniacien moyen à supérieur, composée de calcaires bioclastiques grossiers et quartzeux jaunes à bryozoaires et gastéropodes, à niveaux gréseux (formation des Eyzies). La formation la plus récente, notée CF, fait partie des formations superficielles de type colluvions indifférenciées sablo-argileuses et argilo-sableuses. Le descriptif de ces couches est détaillé dans  la feuille « no 808 - Sarlat-la-Canéda » de la carte géologique au 1/50 000 de la France métropolitaine, et sa notice associée.

Carte géologique de Carsac-Aillac.

#### Relief et paysages
Le département de la Dordogne se présente comme un vaste plateau incliné du nord-est (491 m, à la forêt de Vieillecour dans le Nontronnais, à Saint-Pierre-de-Frugie) au sud-ouest (2 m à Lamothe-Montravel). L'altitude du territoire communal varie quant à elle entre 60 m et 269 m,.
Dans le cadre de la Convention européenne du paysage entrée en vigueur en France le 1er juillet 2006, renforcée par la loi du 8 août 2016 pour la reconquête de la biodiversité, de la nature et des paysages, un atlas des paysages de la Dordogne a été élaboré sous maîtrise d’ouvrage de l’État et publié en octobre 2020. Les paysages du département s'organisent en huit unités paysagères et 14 sous-unités. La commune fait partie du Périgord noir, un paysage vallonné et forestier, qui ne s’ouvre que ponctuellement autour de vallées-couloirs et d’une multitude de clairières de toutes tailles. Il s'étend du nord de la Vézère au sud de la Dordogne (en amont de Lalinde) et est riche d’un patrimoine exceptionnel.
La superficie cadastrale de la commune publiée par l'Insee, qui sert de référence dans toutes les statistiques, est de 17,31 km2,,. La superficie géographique, issue de la BD Topo, composante du Référentiel à grande échelle produit par l'IGN, est quant à elle de 17,23 km2.

### Hydrographie

#### Réseau hydrographique
La commune est située dans le bassin de la Dordogne au sein du Bassin Adour-Garonne. Elle est drainée par la Dordogne, l'Énéa, le ruisseau de Farge, le ruisseau d'Eyrand et par un petit cours d'eau, qui constituent un réseau hydrographique de 15 km de longueur totale,.
La Dordogne, d'une longueur totale de 483,1 km, prend naissance sur les flancs du puy de Sancy (1 885 m), dans la chaîne des monts Dore, traverse six départements dont la Dordogne dans sa partie sud, et conflue avec la Garonne à Bayon-sur-Gironde, pour former l'estuaire de la Gironde,. Elle arrose le sud de la commune sur environ six kilomètres dont cinq kilomètres et demi servent de limite territoriale face à Veyrignac, Groléjac et Domme en deux tronçons.
L'Énéa, d'une longueur totale de 16,01 km, prend sa source dans la commune de Proissans et se jette dans la Dordogne en rive droite à Carsac-Aillac, face à la commune de Domme,. Il traverse la commune du nord à l'ouest sur plus de cinq kilomètres, dont 600 mètres en limite de Saint-Vincent-le-Paluel.
Son affluent de rive droite le ruisseau de Farge arrose l'ouest du territoire communal sur plus d'un kilomètre et demi.
Autre affluent de rive droite de la Dordogne, le ruisseau d'Eyrand baigne très marginalement la commune à l'est.

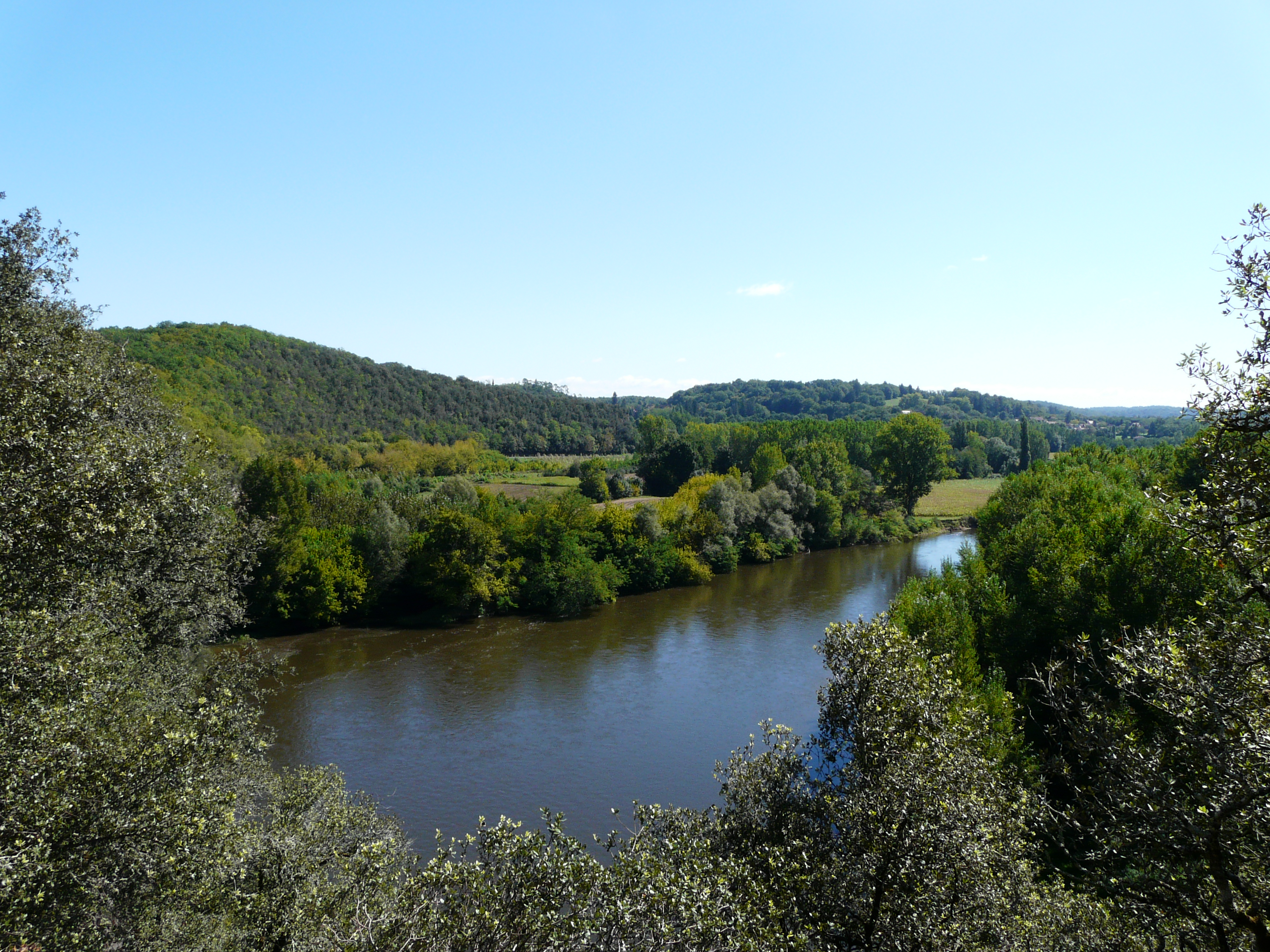
La Dordogne à Carsac-Aillac.
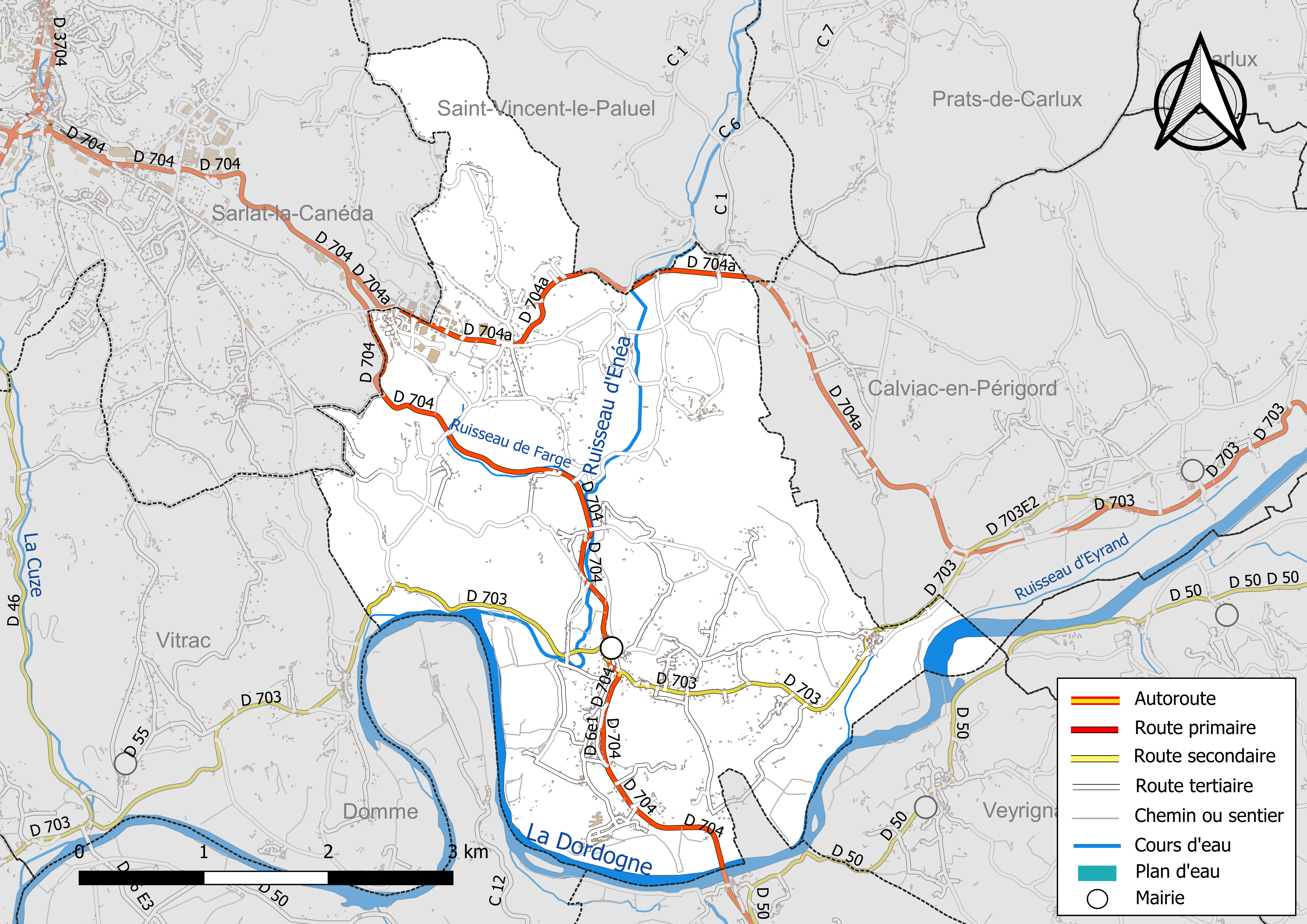
Réseaux hydrographique et routier de Carsac-Aillac.

#### Gestion et qualité des eaux
Le territoire communal est couvert par le schéma d'aménagement et de gestion des eaux (SAGE) « Dordogne amont ». Ce document de planification, dont le territoire s'étend des sources de la Dordogne jusqu'à la confluence de la Vézère à Limeuil, d'une superficie de 9 700 km2 est en cours d'élaboration. La structure porteuse de l'élaboration et de la mise en œuvre est l'établissement public territorial de bassin de la Dordogne (EPIDOR). Il définit sur son territoire les objectifs généraux d’utilisation, de mise en valeur et de protection quantitative et qualitative des ressources en eau superficielle et souterraine, en respect des objectifs de qualité définis dans le troisième SDAGE  du Bassin Adour-Garonne qui couvre la période 2022-2027, approuvé le 10 mars 2022.
La qualité des eaux de baignade et des cours d’eau peut être consultée sur un site dédié géré par les agences de l’eau et l’Agence française pour la biodiversité.

### Climat
Pour des articles plus généraux, voir Climat de la Nouvelle-Aquitaine et Climat de la Dordogne.
Historiquement, la commune est exposée à un climat océanique aquitain.  
En 2020, Météo-France publie une typologie des climats de la France métropolitaine dans laquelle la commune est exposée à un climat océanique altéré et est dans la région climatique  Ouest et nord-ouest du Massif Central, caractérisée par une pluviométrie annuelle de 900 à 1 500 mm, maximale en automne et en hiver.
Pour la période 1971-2000, la température annuelle moyenne est de 13,2 °C, avec  une amplitude thermique annuelle de 15,3 °C. Le cumul annuel moyen de précipitations est de 897 mm, avec 11,3 jours de précipitations en janvier et 6,6 jours en juillet. Pour la période 1991-2020, la température moyenne annuelle observée sur la station météorologique la plus proche, située sur la commune de Gourdon à 14 km à vol d'oiseau, est de 13,1 °C et le cumul annuel moyen de précipitations est de 823,0 mm,. Pour l'avenir, les paramètres climatiques de la commune estimés pour 2050 selon différents scénarios d’émission de gaz à effet de serre sont consultables sur un site dédié publié par Météo-France en novembre 2022.

### Milieux naturels et biodiversité

#### Natura 2000
La Dordogne est un site du réseau Natura 2000 limité aux départements de la Dordogne et de la Gironde, et qui concerne les 103 communes riveraines de la Dordogne, dont Carsac-Aillac,. Seize espèces animales et une espèce végétale inscrites à l'annexe II de la directive 92/43/CEE de l'Union européenne y ont été répertoriées.
La zone Coteaux calcaires de la vallée de la Dordogne, qui s'étend au total sur 3 686 hectares et est partagée avec vingt-quatre autres communes, fait également partie du réseau Natura 2000,. Deux espèces de chauves-souris inscrites à l'annexe II de la directive 92/43/CEE de l'Union européenne y ont été répertoriées : le Grand rhinolophe (Rhinolophus ferrumequinum) et le Petit rhinolophe (Rhinolophus hipposideros). Sur la commune, elle s'étend sur environ trois kilomètres carrés et correspond aux coteaux situés au nord de la route départementale 703, en cinq sites séparés, notamment au nord d'Aillac, ainsi que le long de l'Énéa et de la Dordogne.

#### ZNIEFF
Carsac-Aillac fait partie des 102 communes concernées par la zone naturelle d'intérêt écologique, faunistique et floristique (ZNIEFF) de type II « La Dordogne »,, dans laquelle ont été répertoriées huit espèces animales déterminantes et cinquante-sept espèces végétales déterminantes, ainsi que quarante-trois autres espèces animales et trente-neuf autres espèces végétales.

## Urbanisme

### Typologie
Au 1er janvier 2024, Carsac-Aillac est catégorisée commune rurale à habitat dispersé, selon la nouvelle grille communale de densité à 7 niveaux définie par l'Insee en 2022.
Elle est située hors unité urbaine. Par ailleurs la commune fait partie de l'aire d'attraction de Sarlat-la-Canéda, dont elle est une commune de la couronne,. Cette aire, qui regroupe 45 communes, est catégorisée dans les aires de moins de 50 000 habitants,.

### Occupation des sols
L'occupation des sols de la commune, telle qu'elle ressort de la base de données européenne d’occupation biophysique des sols Corine Land Cover (CLC), est marquée par l'importance des forêts et milieux semi-naturels (48,8 % en 2018), une proportion identique à celle de 1990 (48,8 %). La répartition détaillée en 2018 est la suivante : 
forêts (48,8 %), zones agricoles hétérogènes (32,1 %), zones urbanisées (6,8 %), terres arables (5,6 %), eaux continentales (3,1 %), prairies (2,6 %), zones industrielles ou commerciales et réseaux de communication (1 %). L'évolution de l’occupation des sols de la commune et de ses infrastructures peut être observée sur les différentes représentations cartographiques du territoire : la carte de Cassini (XVIIIe siècle), la carte d'état-major (1820-1866) et les cartes ou photos aériennes de l'IGN pour la période actuelle (1950 à aujourd'hui).

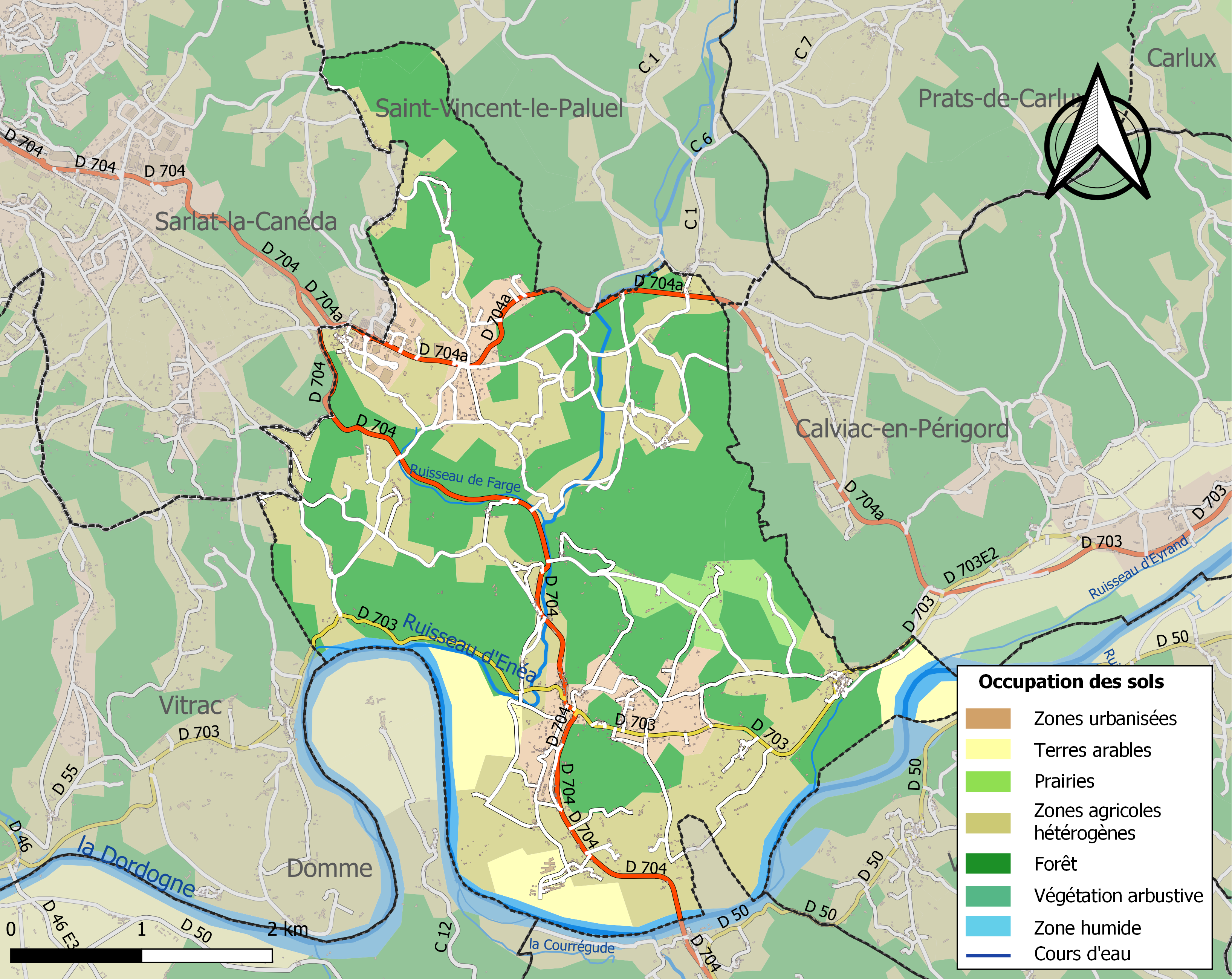
Carte des infrastructures et de l'occupation des sols de la commune en 2018 (CLC).

### Prévention des risques
Le territoire de la commune de Carsac-Aillac est vulnérable à différents aléas naturels : météorologiques (tempête, orage, neige, grand froid, canicule ou sécheresse), inondations, feux de forêts, mouvements de terrains et séisme (sismicité très faible). Il est également exposé à un risque technologique, la rupture d'un barrage. Un site publié par le BRGM permet d'évaluer simplement et rapidement les risques d'un bien localisé soit par son adresse soit par le numéro de sa parcelle.

#### Risques naturels
Certaines parties du territoire communal sont susceptibles d’être affectées par le risque d’inondation par débordement de cours d'eau, notamment la Dordogne et le ruisseau d'Énéa. La commune a été reconnue en état de catastrophe naturelle au titre des dommages causés par les inondations et coulées de boue survenues en 1982, 1983, 1993, 1996, 1999, 2001, 2008 et 2021,. Le risque inondation est pris en compte dans l'aménagement du territoire de la commune par le biais du plan de prévention des risques inondation (PPRI) de la « vallée de la Dordogne amont »  approuvé le 15 avril 2011, pour les crues de la Dordogne,.
Carsac-Aillac est exposée au risque de feu de forêt. L’arrêté préfectoral du 14 mars 2013 fixe les conditions de pratique des incinérations et de brûlage dans un objectif de réduire le risque de départs d’incendie. À ce titre, des périodes sont déterminées : interdiction totale du 15 février au 15 mai et du 15 juin au 15 octobre, utilisation réglementée du 16 mai au 14 juin et du 16 octobre au 14 février. En septembre 2020, un plan inter-départemental de protection des forêts contre les incendies (PidPFCI) a été adopté pour la période 2019-2029,.

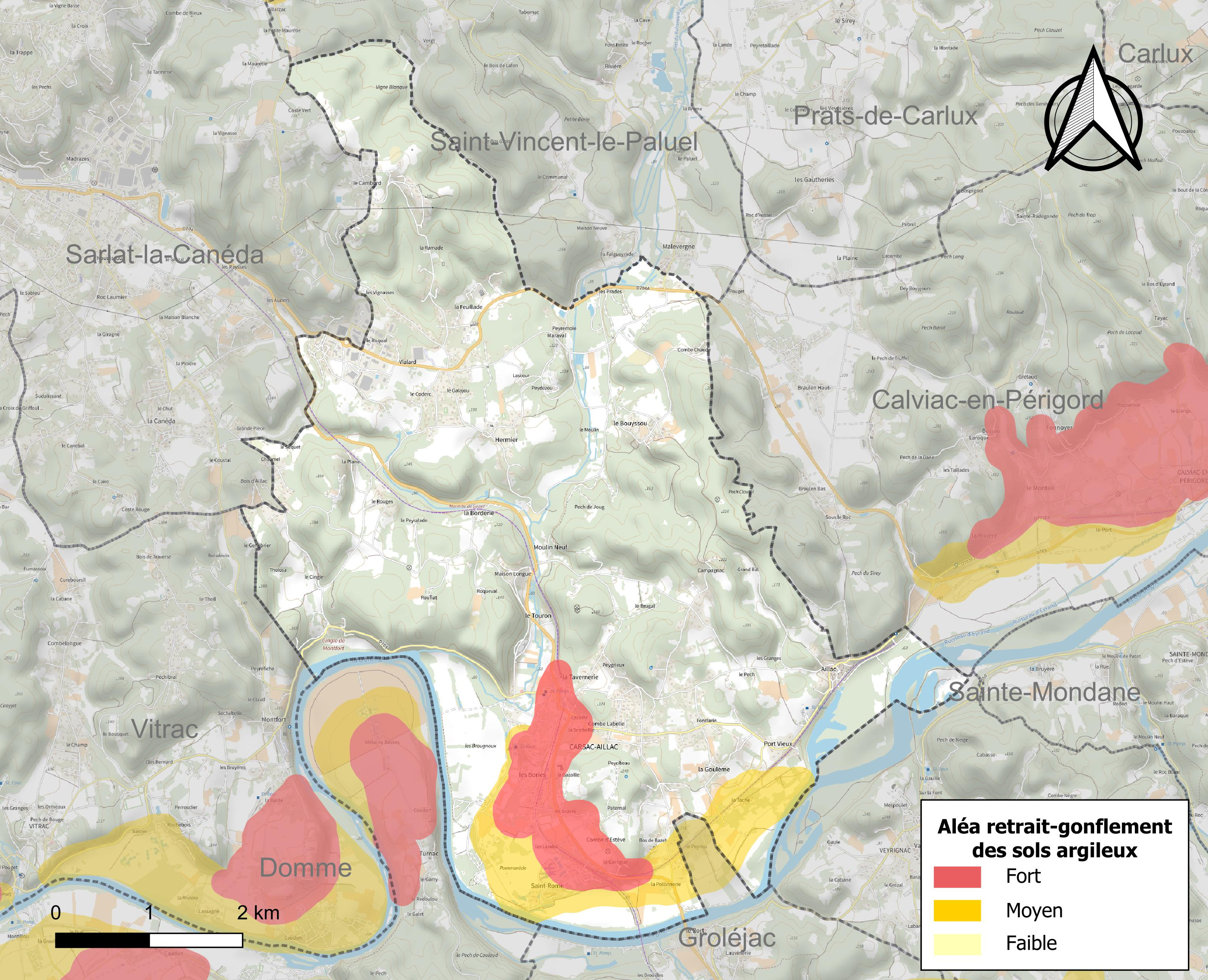
Carte des zones d'aléa retrait-gonflement des sols argileux de Carsac-Aillac.

Les mouvements de terrains susceptibles de se produire sur la commune sont des tassements différentiels. Le retrait-gonflement des sols argileux est susceptible d'engendrer des dommages importants aux bâtiments en cas d’alternance de périodes de sécheresse et de pluie. 11 % de la superficie communale est en aléa moyen ou fort (58,6 % au niveau départemental et 48,5 % au niveau national métropolitain). Depuis le 1er octobre 2020, en application de la loi ÉLAN, différentes contraintes s'imposent aux vendeurs, maîtres d'ouvrages ou constructeurs de biens situés dans une zone classée en aléa moyen ou fort,.
La commune a été reconnue en état de catastrophe naturelle au titre des dommages causés par la sécheresse en 2019 et par des mouvements de terrain en 1999.

#### Risque technologique
La commune est en outre située en aval du barrage de Bort-les-Orgues, un ouvrage de classe A situé dans le département de la Corrèze et faisant l'objet d'un PPI depuis 2009. À ce titre elle est susceptible d’être touchée par l’onde de submersion consécutive à la rupture de cet ouvrage.

## Toponymie
En occitan, la commune porte le nom de Carsac e Alhac.
Sur la planète Mars, en février 2021, l'une des cibles d'analyses poussées effectuées sur un affleurement rocheux par l'astromobile Curiosity de la NASA, est baptisée d'après Carsac.

## Histoire

### Préhistoire
Les grottes du Pech-de-l'Azé sont un gisement archéologique remontant au Moustérien de tradition acheuléenne (MTA) de type B.
Il a livré un fossile de crâne de jeune enfant de cette période.
C'est un site de référence pour le Paléolithique moyen régional.
Autre site préhistorique, le gisement du Pech de la Boissière, situé à l'est de la Borderie, à droite de la route qui mène de Carsac à Sarlat, a été classé au titre des monuments historiques le 16 mars 1927. Ce site archéologique a dévoilé un gisement datant du Paléolithique supérieur (de 45 000 à 12 000 ans av. J.-C.).

### Antiquité
Si quelques traces d'occupation de l'âge du fer (pierres polies, tessons de céramiques) ont été retrouvées sur l'éperon du roc de Saint-Augustin, c'est surtout la période gallo-romaine qui a laissé les témoignages les plus importants.
Le site de Saint-Rome a révélé une forte présence humaine datant de la fin du Ier siècle av. J.-C. jusqu'au 4e siècle avec notamment deux bâtiments de 150 m2. Un espace funéraire du haut Moyen Âge situé dans ces ruines a révélé onze sépultures datées du milieu du VIIe siècle à la fin du Xe siècle.

### XXesiècle
En juin 1944, la commune subit la répression du 4e régiment SS « Der Führer », appartenant à la division Das Reich, en route vers la Normandie.
En 1961, les communes de Carsac-de-Carlux et Aillac fusionnent sous le nom de Carsac-Aillac.

## Politique et administration

### Administration municipale
La population de la commune étant comprise entre 1 500 et 2 499 habitants au recensement de 2017, dix-neuf conseillers municipaux ont été élus en 2020,.

### Liste des maires
| Période                                  | Période  | Identité         | Étiquette | Qualité                                                        |
| ---------------------------------------- | -------- | ---------------- | --------- | -------------------------------------------------------------- |
| Les données manquantes sont à compléter. |          |                  |           |                                                                |
|                                          |          |                  |           |                                                                |
| 1977                                     | 2001     | Jean Artus       |           |                                                                |
| mars 2001 (réélu en mai 2020)            | En cours | Patrick Bonnefon | DVG       | Architecte Président de la CC du Pays de Fénelon (depuis 2014) |

Au 1er janvier 2011, la commune quitte la communauté de communes du Périgord noir pour rejoindre la communauté de communes du Carluxais Terre de Fénelon. Cette dernière disparaît le 31 décembre 2013 et laisse la place à la communauté de communes du Pays de Fénelon au 1er janvier 2014.

### Jumelages

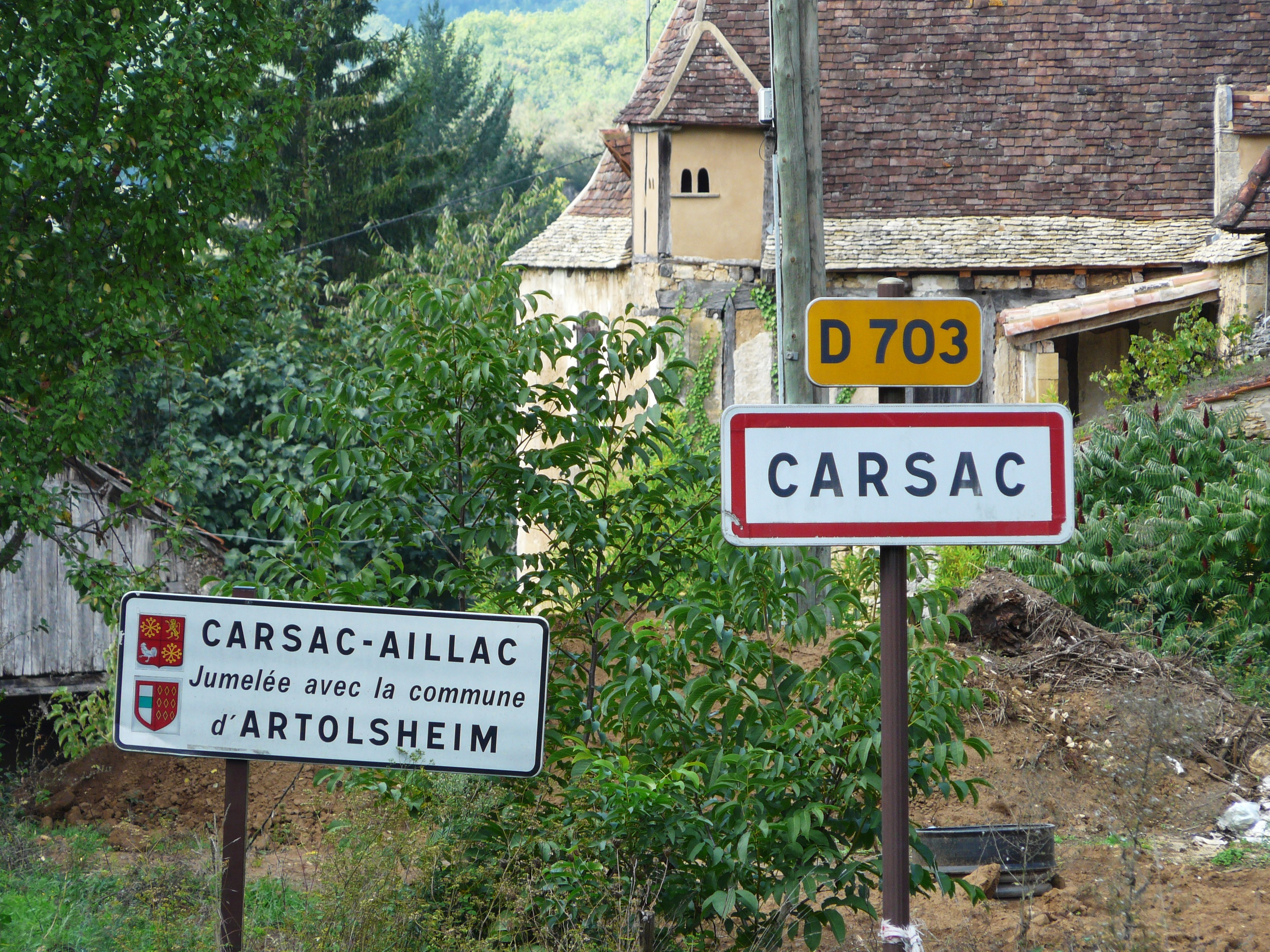
Panneau de jumelage de Carsac-Aillac.

Artolsheim (France) (Bas-Rhin)

## Équipements et services publics

### Justice
Dans le domaine judiciaire, Carsac-Aillac relève : 
- du tribunal de proximité de Sarlat-la-Canéda ;
- du tribunal judiciaire, du tribunal pour enfants, du conseil de prud'hommes et du tribunal de commerce de Bergerac ;
- du pôle Nationalité du tribunal judiciaire de Périgueux (compétent uniquement dans le domaine de la nationalité) ;
- de la cour d'appel et de la  cour administrative d'appel de Bordeaux.

## Population et société

### Démographie
Jusqu'en 1960, les communes de Carsac-de-Carlux et d'Aillac  étaient indépendantes.

#### Démographie de Carsac, puis Carsac-de-Carlux, puis Carsac-Aillac
La commune a d'abord porté le nom de Carsac, puis Carsac-de-Carlux, avant de fusionner avec Aillac et prendre le nom de Carsac-Aillac en 1961.
L'évolution du nombre d'habitants est connue à travers les recensements de la population effectués dans la commune depuis 1793. Pour les communes de moins de 10 000 habitants, une enquête de recensement portant sur toute la population est réalisée tous les cinq ans, les populations de référence des années intermédiaires étant quant à elles estimées par interpolation ou extrapolation. Pour la commune, le premier recensement exhaustif entrant dans le cadre du nouveau dispositif a été réalisé en 2004.

En 2022, la commune comptait 1 549 habitants, en évolution de −3,37 % par rapport à 2016 (Dordogne : +0,37 %, France hors Mayotte : +2,11 %).
| 1793 | 1800 | 1806 | 1821 | 1831 | 1836 | 1841  | 1846  | 1851  |
| ---- | ---- | ---- | ---- | ---- | ---- | ----- | ----- | ----- |
| 880  | 288  | 701  | 903  | 971  | 999  | 1 053 | 1 151 | 1 123 |

| 1856  | 1861  | 1866 | 1872 | 1876 | 1881  | 1886 | 1891 | 1896 |
| ----- | ----- | ---- | ---- | ---- | ----- | ---- | ---- | ---- |
| 1 121 | 1 126 | 775  | 801  | 765  | 1 076 | 868  | 801  | 811  |

| 1901 | 1906 | 1911 | 1921 | 1926 | 1931 | 1936 | 1946 | 1954 |
| ---- | ---- | ---- | ---- | ---- | ---- | ---- | ---- | ---- |
| 727  | 667  | 660  | 603  | 576  | 570  | 582  | 587  | 645  |

| 1962 | 1968 | 1975 | 1982 | 1990  | 1999  | 2004  | 2006  | 2009  |
| ---- | ---- | ---- | ---- | ----- | ----- | ----- | ----- | ----- |
| 795  | 770  | 782  | 950  | 1 219 | 1 217 | 1 410 | 1 460 | 1 479 |

| 2014  | 2019  | 2022  | - | - | - | - | - | - |
| ----- | ----- | ----- | - | - | - | - | - | - |
| 1 578 | 1 529 | 1 549 | - | - | - | - | - | - |

## Économie

### Emploi
En 2015, parmi la population communale comprise entre 15 et 64 ans, les actifs représentent 692 personnes, soit 43,5 % de la population municipale. Le nombre de chômeurs (79) a augmenté par rapport à 2010 (71) et le taux de chômage de cette population active s'établit à 11,4 %.

### Établissements
Au 31 décembre 2015, la commune compte 168 établissements, dont 104 au niveau des commerces, transports ou services, dix-neuf dans l'industrie, dix-sept dans la construction, dix-sept relatifs au secteur administratif, à l'enseignement, à la santé ou à l'action sociale, et onze dans l'agriculture, la sylviculture ou la pêche.

### Entreprises
Parmi les entreprises dont le siège social est en Dordogne, deux sociétés situées à Carsac-Aillac se classent parmi les cinquante premières du secteur industriel quant au chiffre d'affaires hors taxes en 2015-2016 :
- la société Suturex et Renodex (fabrication de matériel médico-chirurgical et dentaire), se classe 18e avec 17 072 k€ ;
- les « Établissements Bouscasse froid climatisation cuisine » (installation de machines et équipements mécaniques), 45e avec 4 866 k€.

Tous secteurs confondus, trois entreprises de Carsac-Aillac figurent parmi les cinquante premières de la Dordogne, quant au chiffre d'affaires à l'exportation :
- Suturex et Renodex avec 16 310 k€ ;
- la société De Lama SA (fabrication de textiles), 41e avec 1 039 k€ ;
- Gudel Sumer (fabrication d'engrenages et d'organes mécaniques de transmission), 43e avec 995 k€.

Suturex, implantée sur la ZAE Sarlat-Carsac et dépendant du groupe allemand B. Braun, emploie 170 personnes ; elle est une des principales entreprises mondiales dans le domaine des aiguilles chirurgicales, avec une production annuelle de cent millions d'aiguilles.

## Culture locale et patrimoine

### Lieux et monuments

#### Patrimoine civil
- Gisement préhistorique du Pech de la Boissière, du Paléolithique supérieur, classé monument historique en 1927[80]
- Grottes du Pech-de-l'Azé, gisement préhistorique du Paléolithique moyen, classé en 1927[81]
- Ruines du château médiéval de Carsac, près de l'église Saint-Caprais[82]
- Château d'Aillac
- Château de Lascours, XVe et XVIe siècles, inscrit en 1973[83]
- Château de l'Hermier (ou manoir de l'Hermier)
- Manoir de La Gazaille, XVe siècle, inscrit en 1956[84]
- Cabane en pierre sèche de Peyremole, XVe siècle, inscrite en 1991[85]
- Jardins d'eau de Carsac, créés en 2000 : quatre hectares et demi d'eau et de plantes aquatiques, visite de mai à septembre[86].
- Remplaçant une passerelle métallique à une seule voie édifiée en 1845, le pont suspendu en béton armé permet à la route départementale 704 de franchir la Dordogne en reliant Groléjac à Carsac-Aillac[87] ; c'est un pont de trois travées (42 m - 70 m - 42 m) conçu par Albert Caquot et construit par l'entreprise Vandewalle, en 1932[88]. Appelé localement le « pont Blanc », il fait l'objet de modifications de structure avec consolidation des piles fin 2022 puis destruction et reconstruction du tablier en 2023-2024[87]. Les travaux ont nécessité sa fermeture en avril 2023[89]. Sa chaussée va passer de 4,85 mètres de large à six mètres et les trottoirs de 0,94 mètre seront élargis à une dimension comprise entre 1,40 mètre et 3,35 mètres, avec création de « balcons » au niveau des piles[90]. Sa réouverture s'effectue à la mi-avril 2024[91].

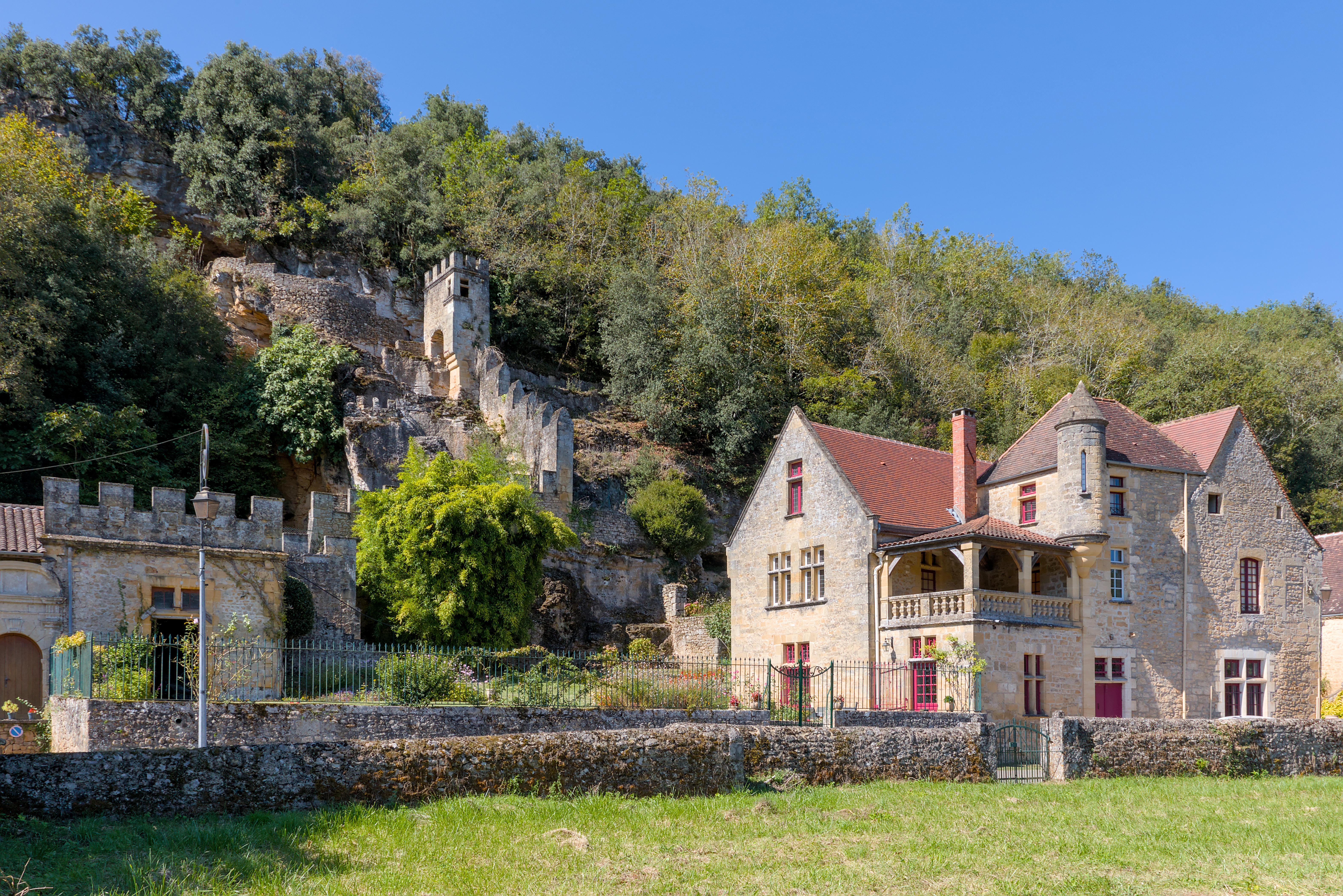
Fortifications subsistant du château médiéval de Carsac, aujourd'hui entourées de constructions plus récentes.
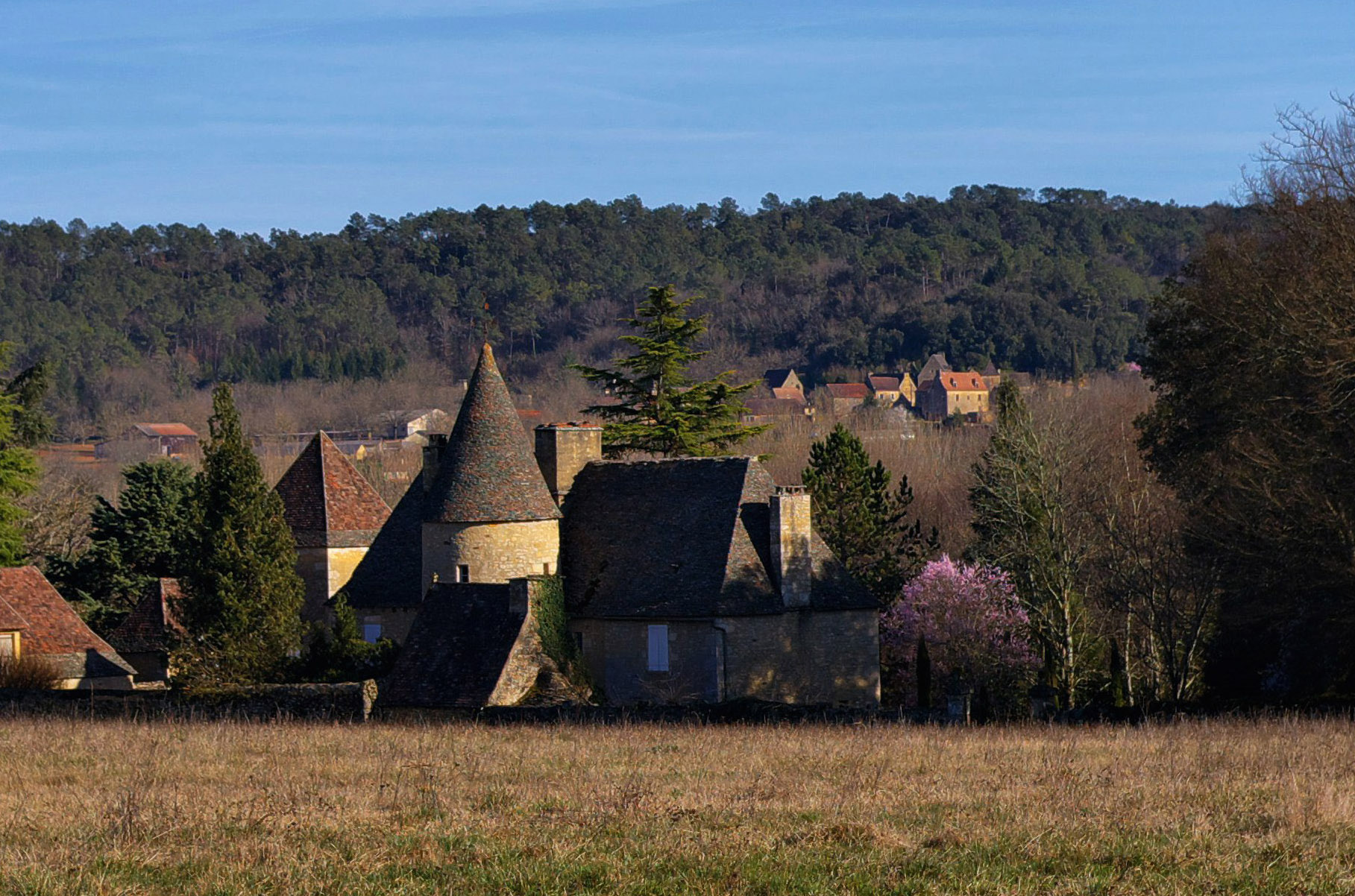
Le château de Lascours.
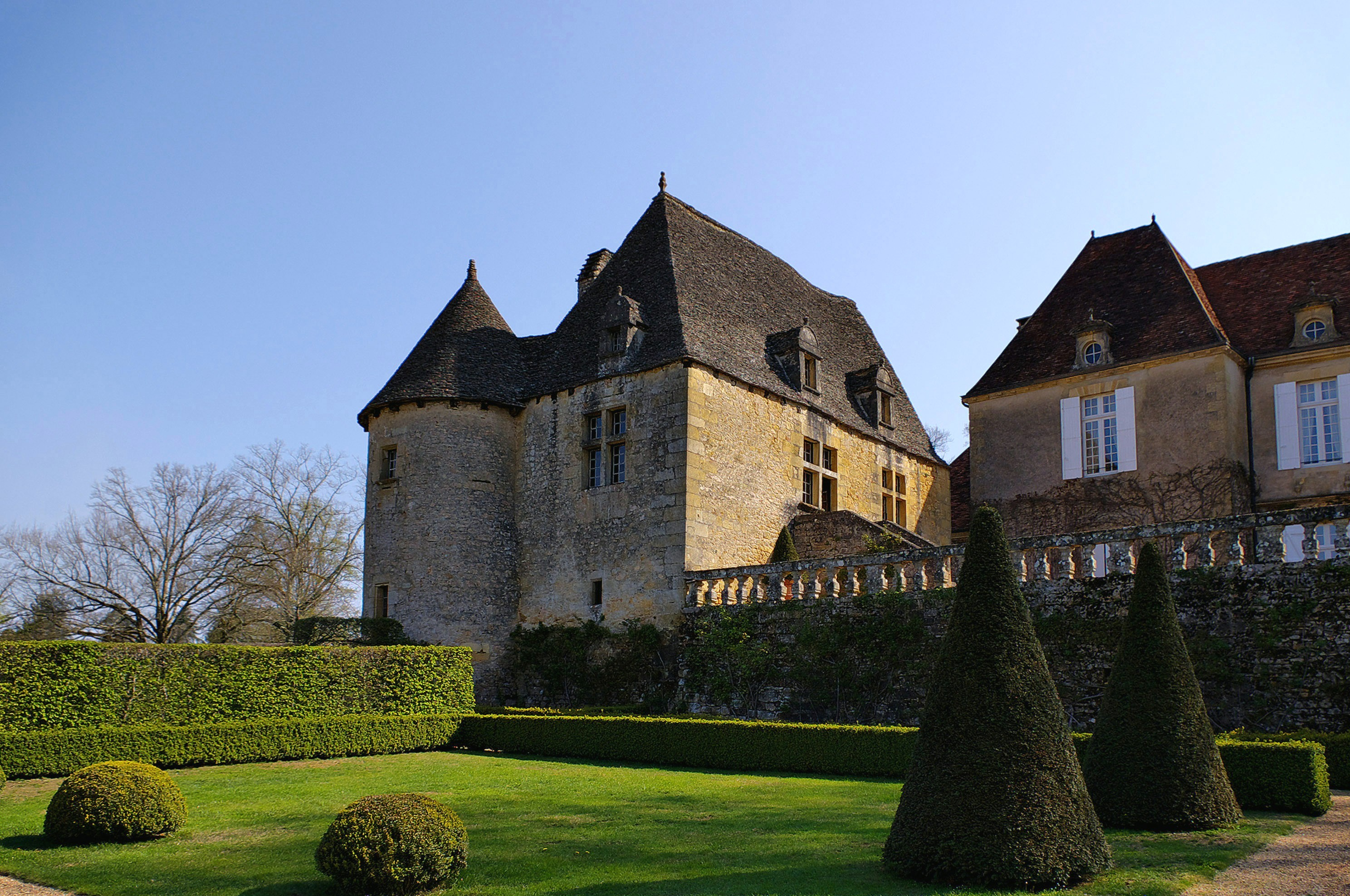
Le manoir de la Gazaille.
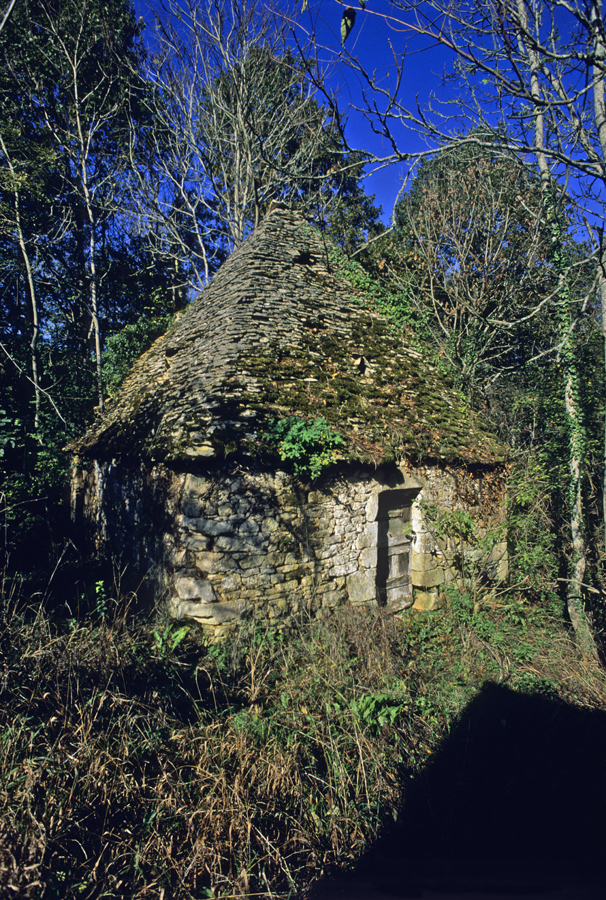
La cabane de Peyremole.
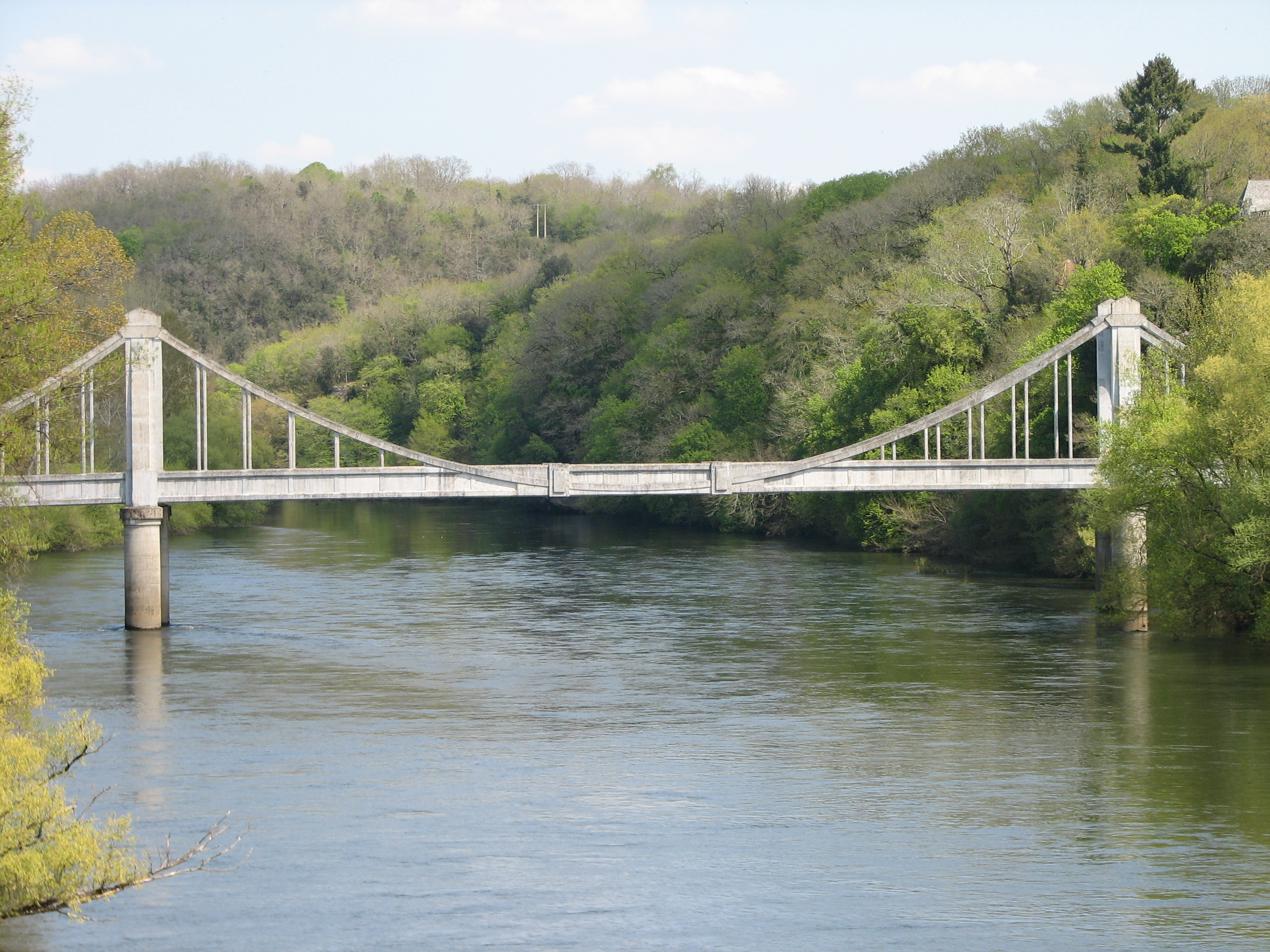
L'ancien pont de Groléjac.

#### Patrimoine religieux
- Église Saint-Caprais de Carsac[92], des XIIe et XVIe siècles, classée en 1912[93]
- Église Notre-Dame-de-l'Assomption d'Aillac, XVe siècle, inscrite aux monuments historiques en 1970[94]
- Statue de Notre-Dame-des-Champs

Église Saint-Caprais de Carsac
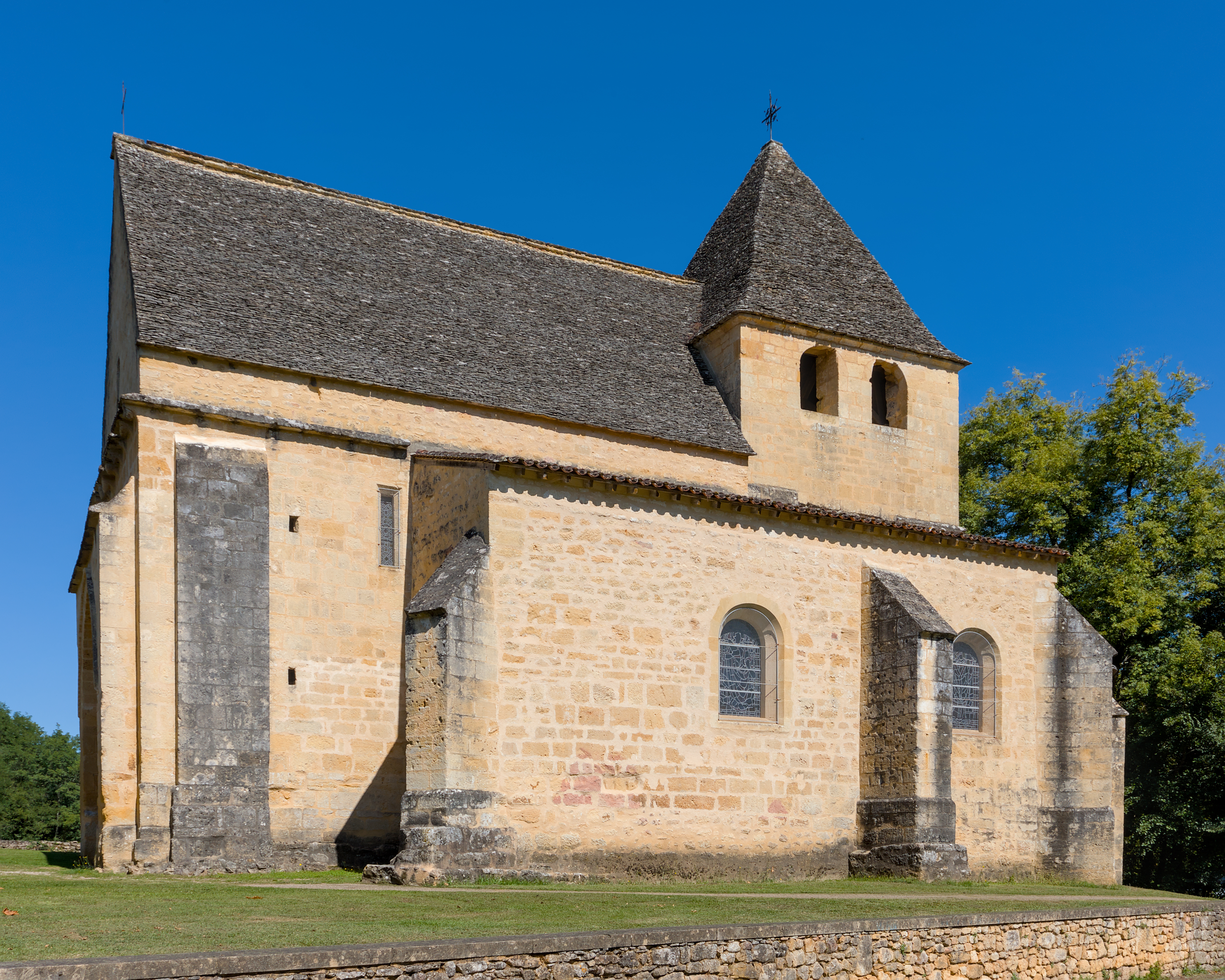
Vue côté sud.
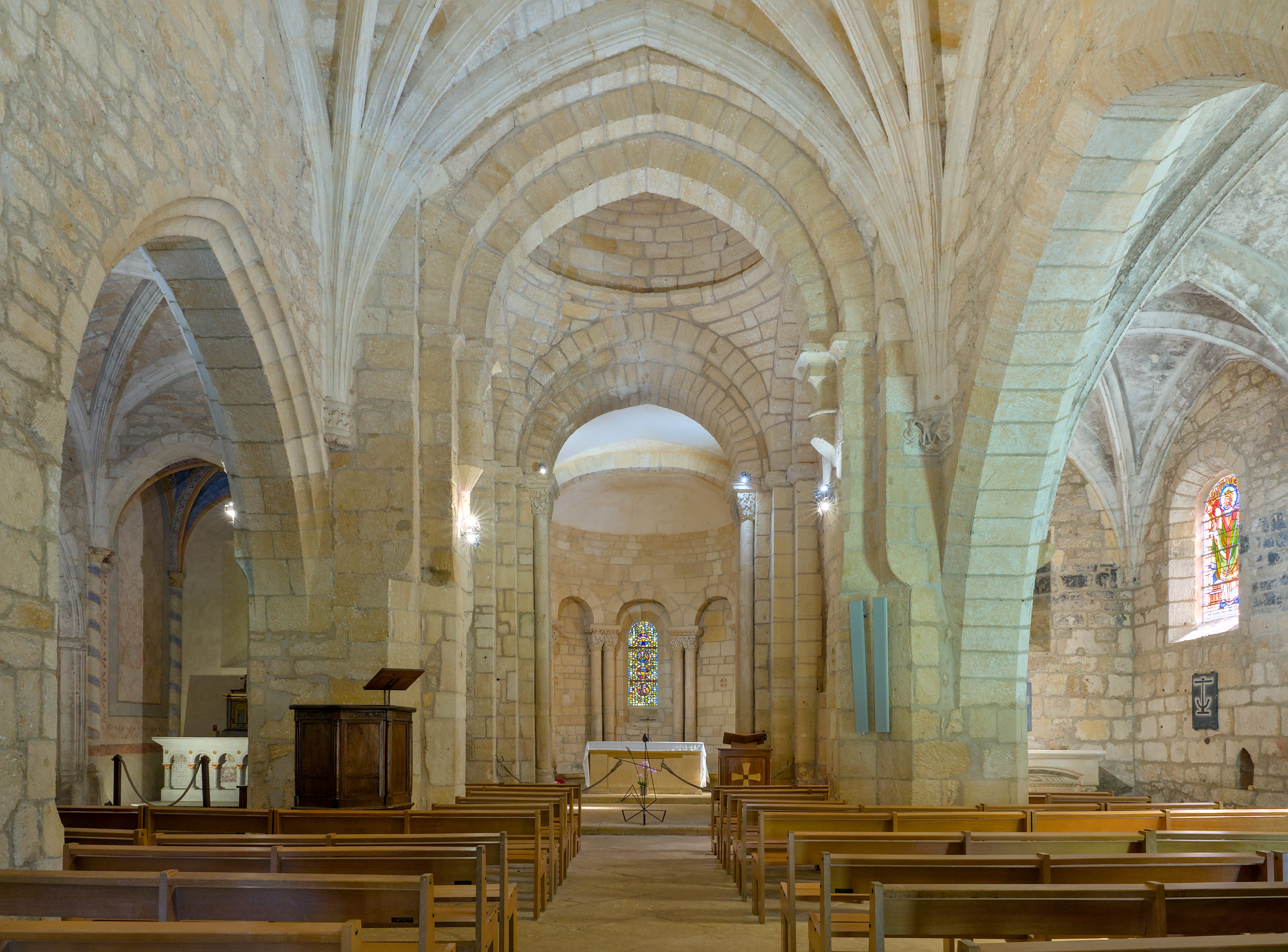
Sa nef.

Église Notre-Dame-de-l'Assomption d'Aillac, et statue
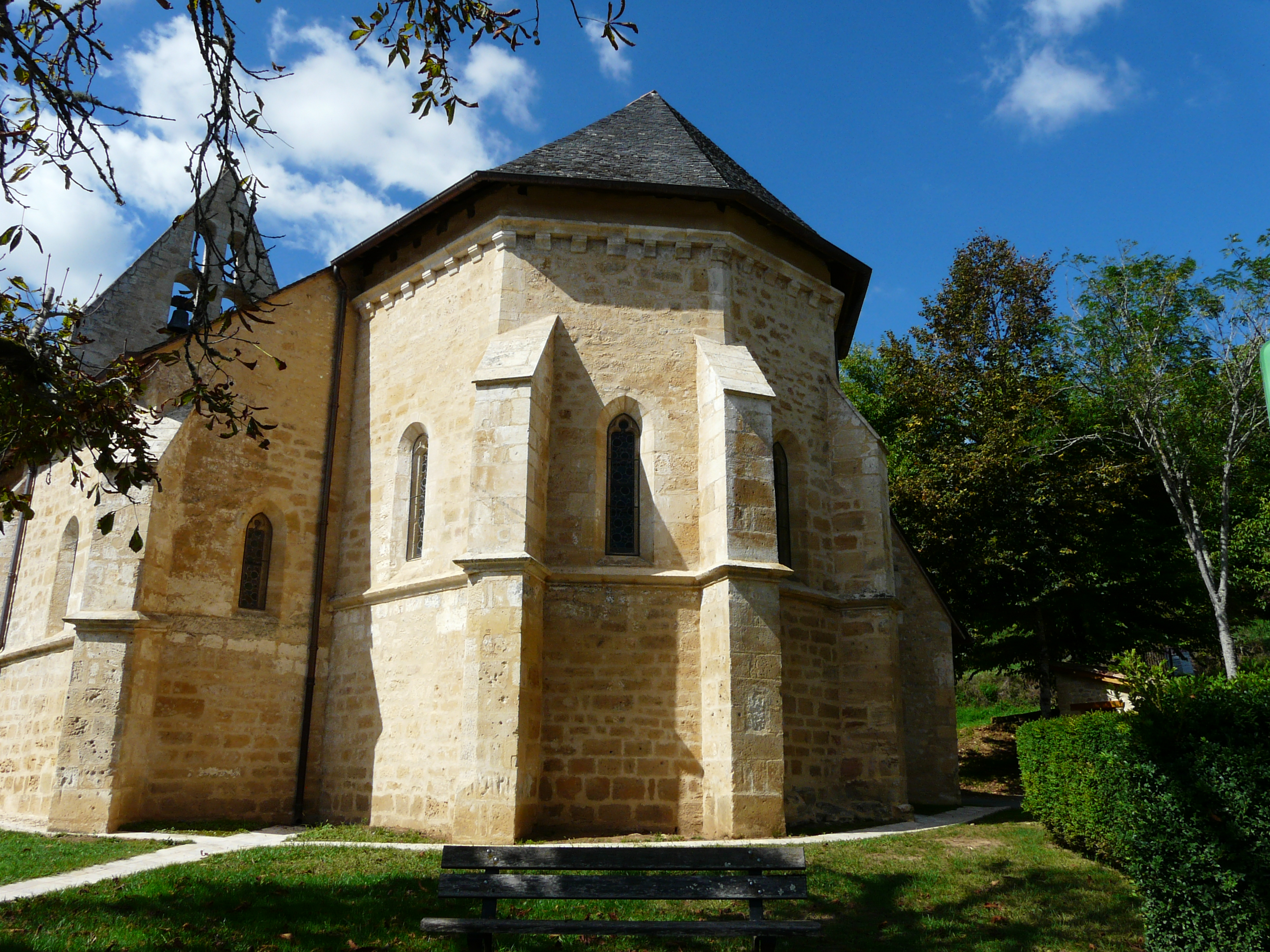
Vue côté chœur.
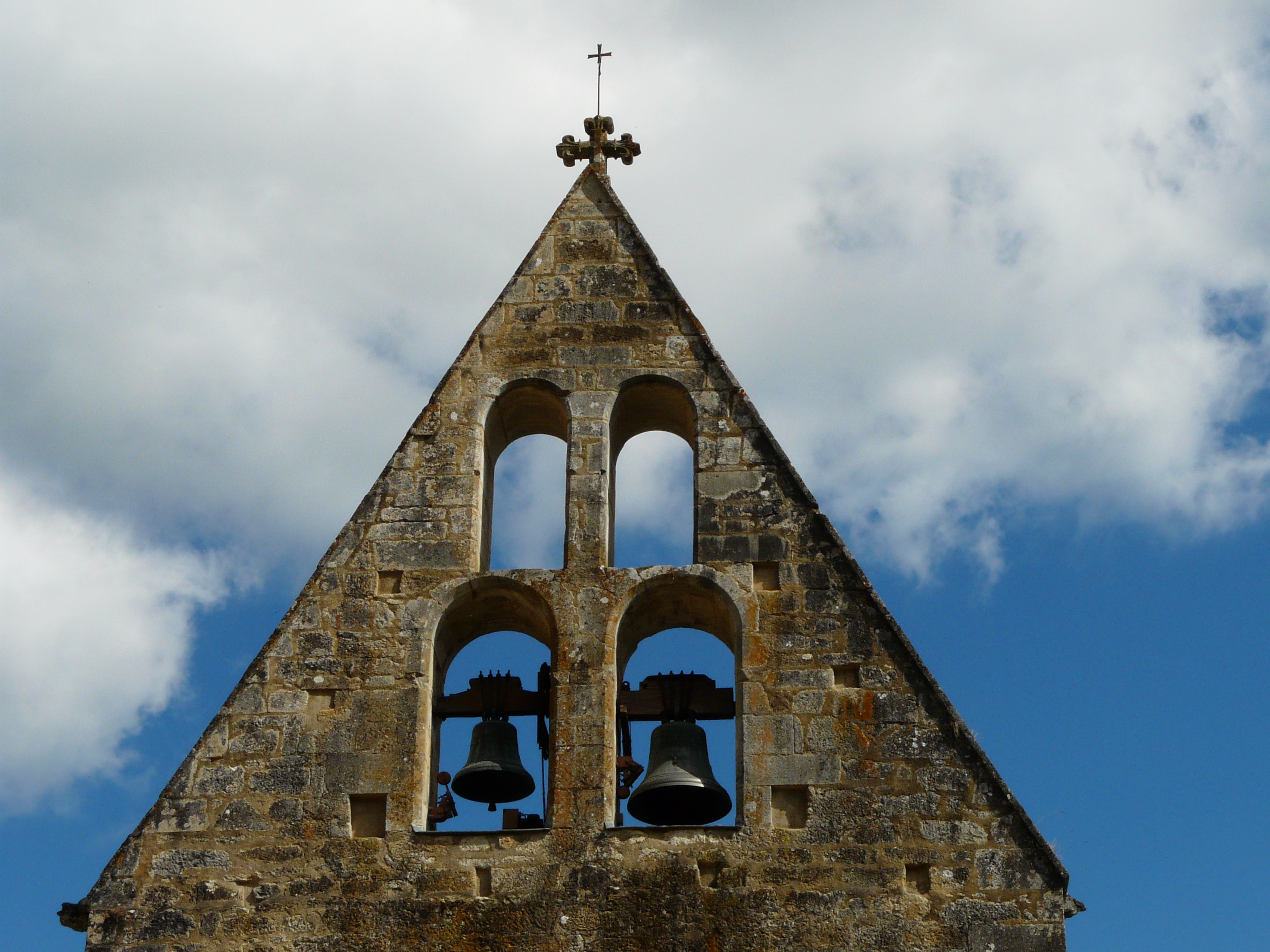
Son clocher-mur.
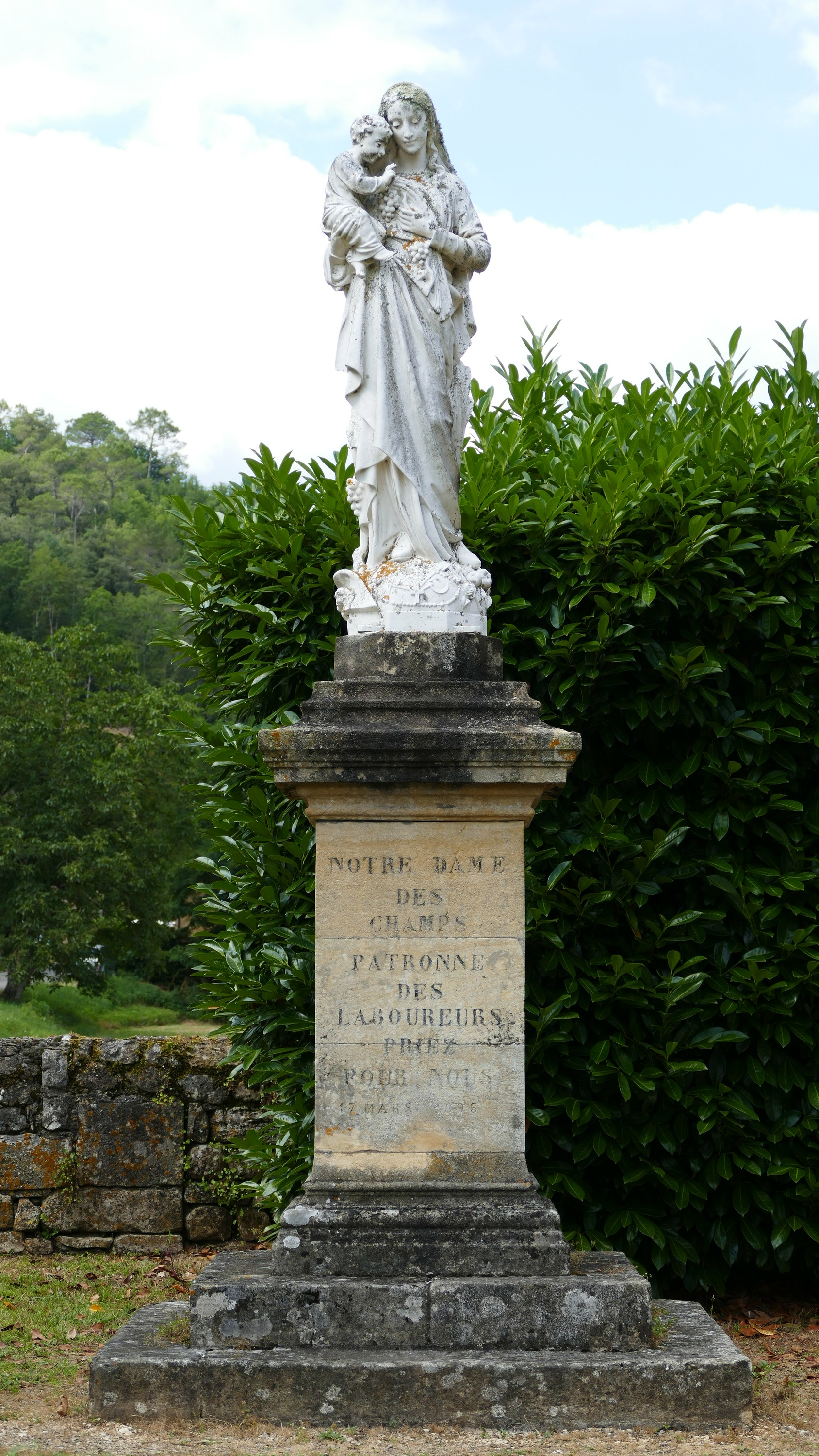
Notre-Dame-des-Champs

### Personnalités liées à la commune
- Henri Jacques Jean Boyer, (1767-1828), général français de la Révolution et de l’Empire est mort à Carsac.
- François Bordes (1919-1981), géologue et préhistorien, alias Francis Carsac, auteur de science-fiction, est inhumé à Carsac, ainsi que son épouse Denise de Sonneville-Bordes (1919-2008), elle-même préhistorienne.
- Marius Rossillon, alias O'Galop (1867-1946), créateur du Bibendum Michelin, est mort à Carsac.
- Solange Sanfourche (1922-2013), résistante française en Dordogne pendant la Seconde Guerre mondiale est né sur la commune.
- Neus Català i Pallejà (1915-2019), résistante animant le maquis de Tournac, elle a été arrêtée avec son mari Roger Albert le 11 novembre 1944

### Héraldique
| Blason de Carsac-Aillac | Blason  | Écartelé au 1) et au 4) de gueules à la croix cléchée, vidée et pommetée de douze pièces d’or, au 2) de gueules au lion d’or, au 3) de gueules au coq hardi d’argent. |
| Blason de Carsac-Aillac | Détails | Le statut officiel du blason reste à déterminer. |

## Pour approfondir